# Papiro Westcar

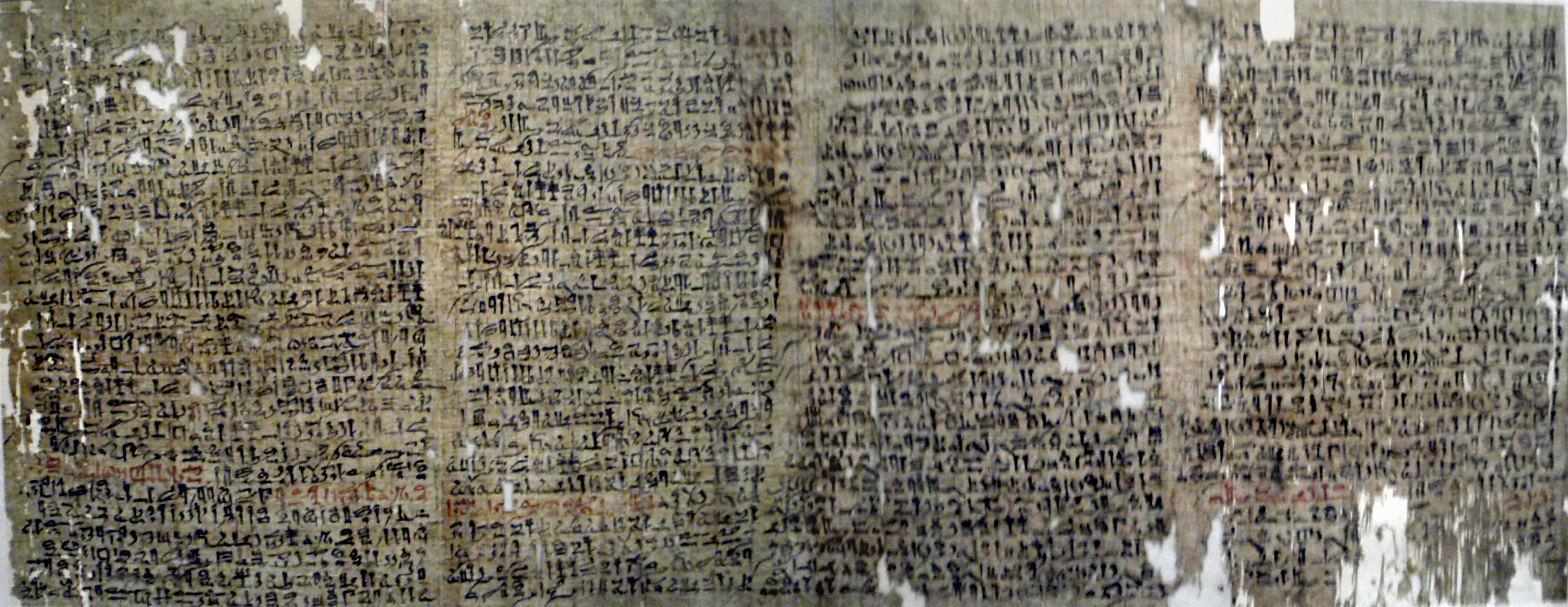
Copia del "Papiro Westcar" posta nel Ägyptisches Museum und Papyrussammlung, Berlino.

Il Papiro Westcar è un antico papiro egizio frammentario contenente un ciclo di cinque storie relative a sortilegi realizzati da sacerdoti e maghi. Ognuna di queste storie è stata raccontata alla corte del faraone Khufu (r. 2589-2566 a.C.) dai suoi figli. La storia nel papiro è usualmente tradotta in inglese come "Re Cheope ed i maghi", o come "La storia della corte di re Cheope", essendo Cheops la traduzione greca di Khufu.
Deve il suo nome al viaggiatore e collezionista inglese Henry Westcar che lo comprò in Egitto nel 1824 o 1825, affidandolo nel 1838 ad un egittologo, Karl Richard Lepsius, il quale non fu comunque in grado di decifrare il testo. Dal 1886 è conservato al Museo di Berlino (n. P. 3033).
La copia a noi pervenuta risale alla XVI o alla XVII dinastia egizia ma il testo è molto più antico e narra fatti inerenti alla V dinastia.
Una delle leggende riportate dal papiro si riferisce alla origine divina di Irmaat, Nebkhau e Userkhau, primi tre sovrani della V dinastia, che la leggenda vorrebbe figli del dio Ra e di Redgdet moglie di un sacerdote.